# Violeta Menjívar
Elvia Violeta Menjívar Escalante (Arcatao, Chalatenango, 22 de agosto de 1952) es una médica salvadoreña que fungió como Ministra de Salud Pública y Asistencia Social en el período 2014-2019 en El Salvador.

## Biografía
Violeta Menjívar nació en Arcatao del departamento de Chalatenango, el 22 de agosto de 1952, el seno de una familia campesina. Estudió Medicina en la Universidad de El Salvador. En 1979 ingresó en las Fuerzas Populares de Liberación "Farabundo Martí" (FPL), una de las cinco organizaciones armadas de izquierda que conformaron en 1980 el FMLN. Durante la guerra civil trabajó en la atención médica a combatientes y población civil en las zonas en conflicto del departamento de Chalatenango. A partir de 1992 participó en varios proyectos para la reinserción de excombatientes del FMLN.
Fue elegida diputada a la Asamblea Legislativa en 1997, como candidata del FMLN. Ella fue reelegida en su escaño en 2000 y 2003. Durante su período legislativo presidió la Comisión de Salud y Medio Ambiente y fue secretaria de la Junta Directiva de la Asamblea Legislativa. A finales del 2005 fue designada como candidata del FMLN a la Alcaldía de San Salvador. 
Tras una dura campaña contra el candidato del partido ARENA, Rodrigo Samayoa, la doctora Menjívar se impuso por escaso margen en las elecciones municipales del 12 de marzo de 2006 y tomó posesión de su cargo el 1 de mayo de 2006, siendo la primera mujer en desempeñarse como Alcaldesa Municipal desde la fundación de San Salvador en 1525.
El 18 de enero de 2009, perdió las elecciones municipales ante Norman Quijano del partido ARENA, quien la relevó del cargo el 1 de mayo de 2009. El 1 de junio de 2009, por disposición del presidente Mauricio Funes, se desempeñó como Viceministra de Salud Pública y Asistencia Social, y con la elección del presidente Salvador Sánchez Cerén fue nombrada Ministra de Salud Pública y Asistencia Social el 1 de junio de 2014.
En julio del 2021 es acusada y capturada por el delito de lavado y peculado de dinero del horario público durante el desempeño de su cargo en el periodo del expresidente de la república Mauricio Funes, el 28 de julio el juzgado le ordena arresto preventivo mientras el juicio se lleva a cabo. Esta decisión ha sido calificada por diversos sectores como persecución política porque, además de vulnerar los derechos fundamentales de los acusados al debido proceso y a la presunción de inocencia, el Ejecutivo ha ejercido una presión vertical sobre el proceso. En su declaración, la Asociación Americana de Juristas - Sección El Salvador (AAJ-ES) condenó «las acciones e intenciones del régimen de perseguir políticamente a sus opositores».